# Coffin Top
Coffin Top är ett berg i Sydgeorgien och Sydsandwichöarna (Storbritannien). Det ligger i den nordvästra delen av Sydgeorgien och Sydsandwichöarna. Toppen på Coffin Top är 745 meter över havet, eller 417 meter över den omgivande terrängen. Bredden vid basen är 4,1 km.
Terrängen runt Coffin Top är huvudsakligen kuperad, men västerut är den bergig. Havet är nära Coffin Top åt nordost.  Trakten runt Coffin Top är nära nog obefolkad, med mindre än två invånare per kvadratkilometer. Det finns inga samhällen i närheten. 